# Čum

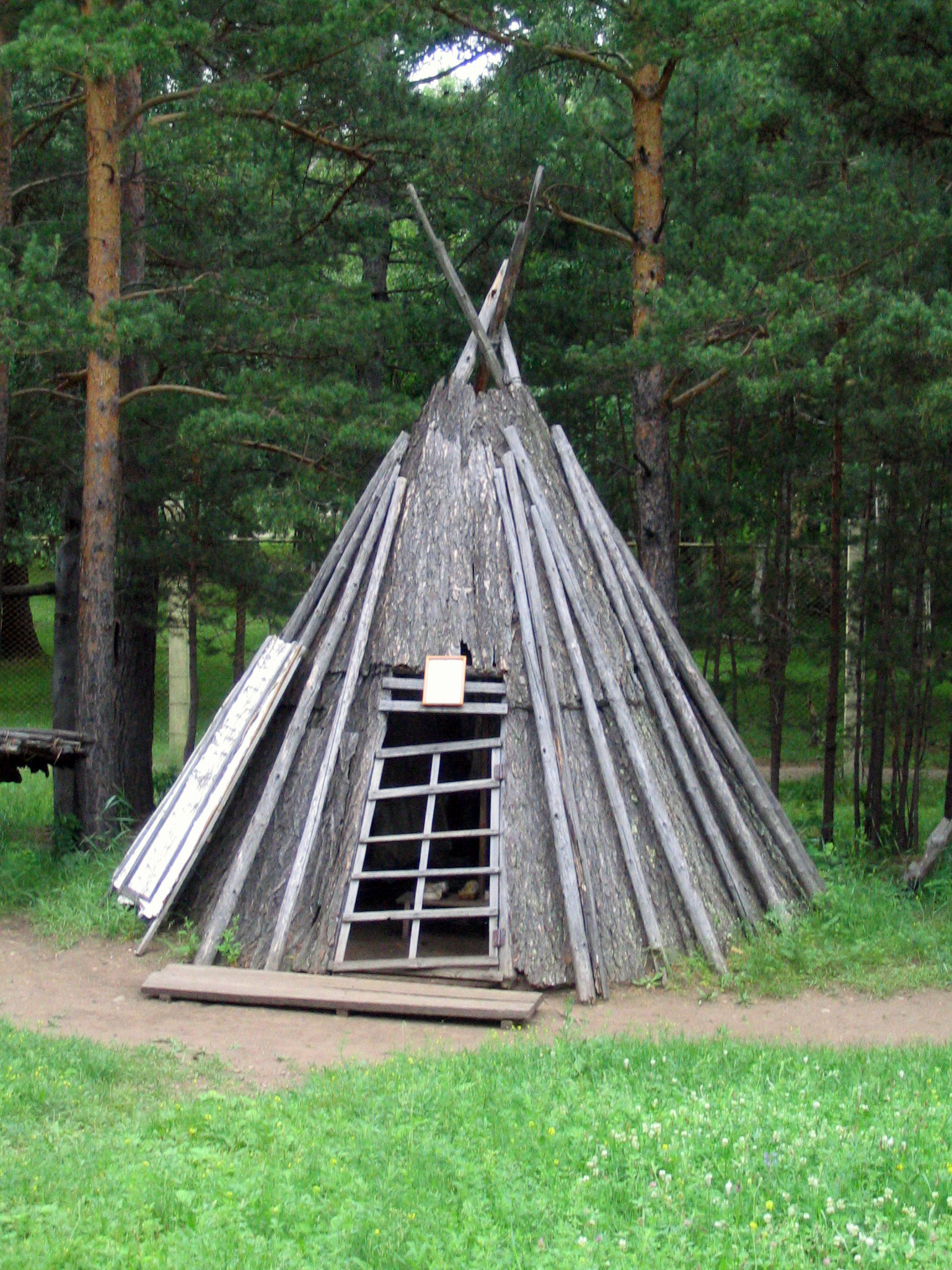
Evencký čum obložený kůrou a dřevem – golomo

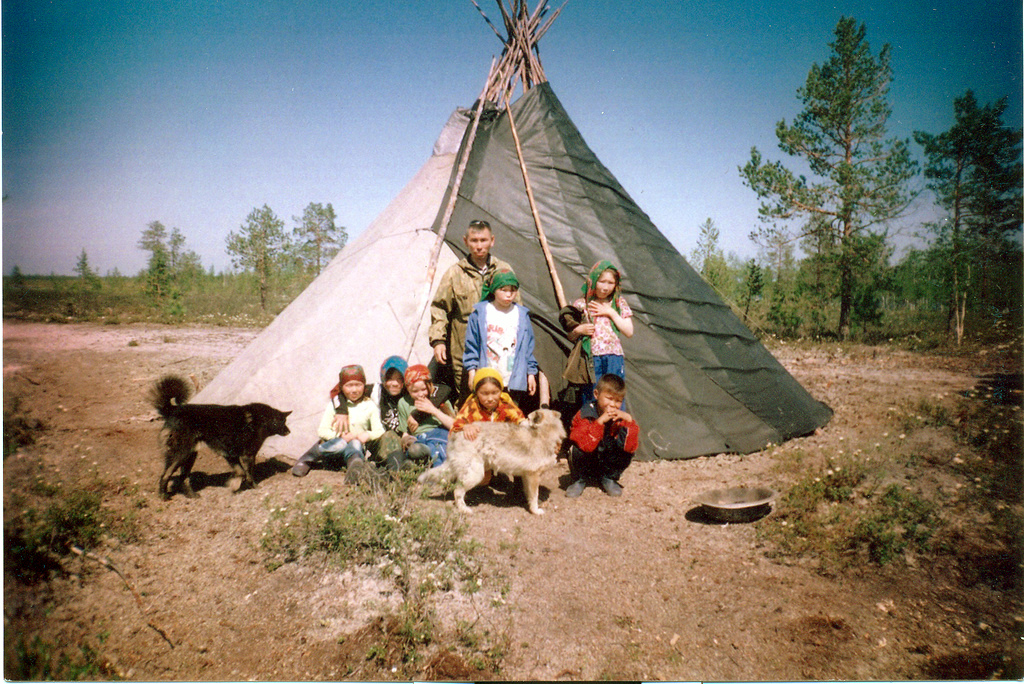
Chantové před plátěným čumem

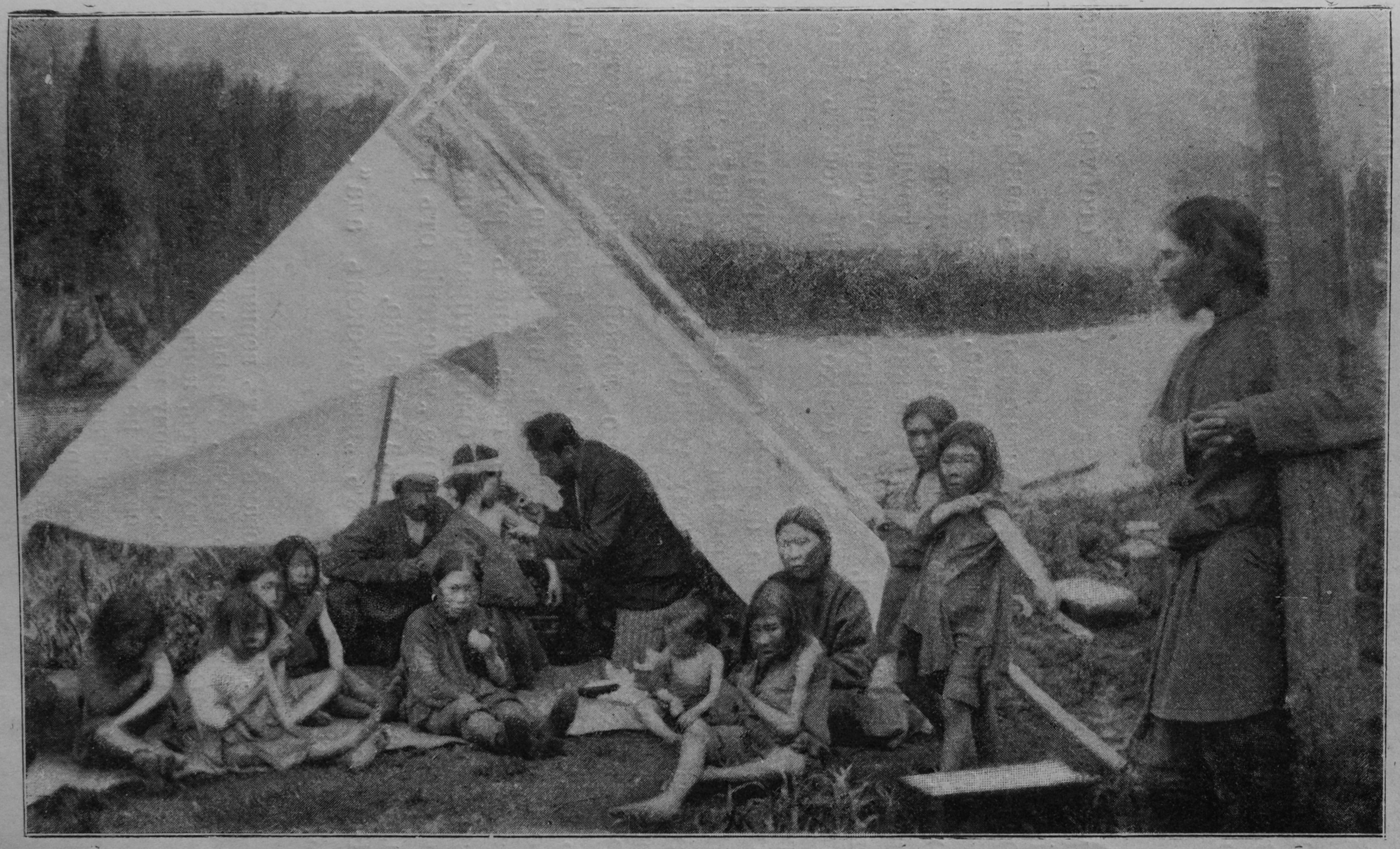
Nivchové (obyvatelé dálného ruského východu) před čumem

Čum (též čuma) je evenské označení pro kuželovitý stan s dřevěnou konstrukcí potažený kůžemi či kůrou (čum pokrytý kůrou se evenksky nazývá golomo). Čum jako obydlí používá většina sibiřských národů. Čum je podobný obydlí severoamerických indiánů – týpí.
Výhodou čumu je, že se dá snadno postavit a sbalit. Proto je často používán kočovníky, kteří chovají soby, nebo lovci na loveckých výpravách.

## Konstrukce
- Základem čumu jsou obvykle tři tyče (či úzké kmeny stromů), které se svážou k sobě a poté se roztáhnou tak, že vytvoří jakýsi jehlan.
- Ke špici tohoto jehlanu se přidávají další tyče. Je nutné tyto tyče zarazit pevně do země.
- Tyče se nakonec potáhnou kůžemi (dnes jsou více používány různé nepromokavé tkaniny či fólie) nebo obloží kůrou a dřevem. Špice čumu zůstane odkrytá – tímto otvorem odchází kouř.[1]

## Vybavení
Podlaha čumu je často tvořena kůžemi, pod které se dávají větve jehličnanů, aby nezplesnivěly. Uprostřed čumu je vždy togo – ohniště, nad nímž je obvykle tyč – ikeptun, na které se suší maso. U vchodu – urke – je vždy práh – kultyr – vyrobený ze dřeva. Naproti vchodu je posvátné místo čumu – malu.

## Podobná obydlí
- Týpí – kuželovité obydlí s dřevěnou konstrukcí. Toto obydlí je využíváno severoamerickými indiány. Od čumu se liší tím, že má chlopně na odvod kouře a že zadní stěna je strmější než přední.
- Lavvu – obydlí využívané skandinávskými Sámy. Konstrukčně je lavvu řešeno podobně jako čum avšak hlavní tyče se nemusí navzájem dotýkat jako u čumu. Lavvu je často menší než čum.
- jaranga – tradiční obydlí Čukčů, Korjaků a Jukagirů, konstrukčně podobné čumu, ale nižší a širší. U Čukčů se interiér jarangy dělí na čotagyn – předsíň s ohništěm a čougryn – ložnici, oddělenou kožešinovým závěsem. U Čukčů byla jaranga často potažená pláštěm z mrožích kůží.

## Pojmenování čumu
- Evenkové – čum
- Jakuti – uras
- Něnci – mja
- Rusové – Чум (=čum), ДЮ (=ďu)